# Perito tecnologo alimentare
Il perito industriale per le tecnologie alimentari è una figura professionale specializzata nelle discipline tecniche e di laboratorio connesse alle tecnologie alimentari.
Il percorso di studi, sviluppato nell'ambito dell'ordinamento scolastico italiano vigente sino alla riforma scolastica Gelmini con le successive equipollenze, si articolava in un biennio comune e un triennio di specializzazione. Il corso di studi è confluito nell'Istituto tecnico tecnologico a indirizzo Agraria, agroalimentare e agroindustria.
In Italia, il perito industriale in tecnologie alimentari differisce dalla professione di tecnologo alimentare regolamentata dalla legge n° 59 del 1994, riservata al laureato quinquennale in scienze e tecnologie alimentari o in scienze delle preparazioni alimentari (classe di laurea 78/s e classe di laurea LM70).

## Descrizione
L'art. 16, comma 2, R.D. 275/1929 dispone che "possono inoltre essere adempiute dai periti industriali di qualsiasi specialità, per ciascuno nei limiti delle medesime, mansioni direttive nel funzionamento industriale delle aziende pertinenti alle specialità stesse".
In particolare, secondo il D.P.R. 20 aprile 1970, n. 647, "l'indirizzo specializzato per le industrie alimentari, di cui al D.P.R. 30 settembre 1961, n. 1222, assume la denominazione di indirizzo specializzato per le tecnologie alimentari".
Il decreto nel suo allegato, oltre a riportare i nuovi orari e programmi d’insegnamento adottati, delinea la figura del Perito Industriale specializzato in questo particolare indirizzo, evidenziando il tipo di preparazione che raggiungerà in base al piano degli studi, resa necessaria per l’esercizio delle attività professionali di propria competenza:
“Il perito industriale per le tecnologie alimentari possiede le conoscenze fondamentali di chimica, di fisica, di biologia, di tecnologia degli impianti alimentari che lo rendono idoneo alle seguenti funzioni:
- a procedere ad esame analitico delle materie prime alimentari e dei prodotti derivati con specifico riferimento alle norme di legge;
- ad assumere responsabilità di dirigenza esecutiva nella lavorazione di alimenti con particolare riferimento alla condotta, controllo e funzionamento degli impianti destinati alla elaborazione, trasformazione e conservazione degli alimenti dell'uomo e degli animali utili all'uomo;
- a schematizzare impianti ovvero a rilevare il funzionamento degli stessi.

Egli può esercitare la professione libera nei limiti consentiti dalle disposizioni vigenti ovvero al servizio delle industrie alimentari o dei laboratori addetti agli esami degli alimenti. Può svolgere mansioni di I.T.P. negli istituti tecnici e professionali e altrettanto nei corsi per lavoratori”.
Il D.M. 445/91 per l'indirizzo Tecnologie alimentari (ex industrie alimentari), richiede, ai fini del superamento degli esami di stato per l'iscrizione all'Albo dei Periti Industriali, la conoscenza delle seguenti tematiche:
- Considerazioni sulla chimica dei colloidi nelle sostanze organiche per uso alimentare.
- Giudizio sulla potabilità di un’acqua per uso alimentare in funzione delle sue caratteristiche chimico - fisiche e batteriologiche.
- Nuovi processi di depurazione per eluti destinati alla alimentazione: filtrazione trasversale, ultrafiltrazione, irradiazione, sterilizzazione.
- Illustrazione dei processi di conservazione e trasformazione delle derrate alimentari di origine vegetale e animale: concentrazione, essiccamento, osmosi inversa, liofilizzazione, uso di gas inerti.
- Considerazioni sull’economia dei prodotti conservati e trasformati; impianti di insilamento e mezzi di trasporto.
- Criteri di scelta dei materiali da costruzione negli impianti destinati alla produzione di sostanze alimentari.
- Sofisticazioni, adulterazioni: agglomeranti, emulsionanti, prodotti di carica, coloranti, conservativi ammessi dalla legge per i vari prodotti alimentari.
- Igiene di lavoro e mezzi atti a prevenire processi fermentativi indesiderati nell’industria alimentare.

Il D.P.R. 5 giugno 2001, n. 328, all'art. 55, prevede per l'accesso all'esame di stato per la professione di Perito industriale, per le sezioni in Tecnologie alimentari, la laurea triennale nella classe 20 ("Scienze e tecnologie agrarie, agroalimentari e forestali").

## Profilo professionale
Il corso secondario superiore di perito industriale in tecnologie alimentari fornisce nozioni per essere in grado di svolgere le seguenti funzioni:
- procedere ad esame analitico delle materie prime alimentari e dei prodotti derivati con specifico riferimento alle norme di legge;
- assumere responsabilità di dirigenza esecutiva nella lavorazione di alimenti con particolare riferimento alla condotta, controllo e funzionamento degli impianti destinati alla elaborazione, trasformazione e conservazione degli alimenti dell'uomo e degli animali utili all'uomo;
- schematizzare impianti ovvero a rilevare il funzionamento degli stessi.[3]Il D.P.R. 30 settembre 1961, n. 1222 (“Sostituzione degli orari di insegnamento negli istituti tecnici”) come modificato dal Decreto del Presidente della Repubblica 20 aprile 1970, n. 647 (“Adozione di nuovi orari e programmi d'insegnamento per la specializzazione <<industrie alimentari>> dell'istituto tecnico industriale e istituzione di nuovi indirizzi specializzati, con i relativi orari e programmi, negli istituti tecnici”), e dal D.M. 29 dicembre 1991, n. 445 (“Regolamento per lo svolgimento degli esami di Stato per l’abilitazione all’esercizio della libera professione di Perito Industriale”).

L'allegato al D.P.R. n. 647/1970 esprime tali tematiche per il ciclo di studi che conferisce il diploma di Perito Industriale in Tecnologie Alimentari:
ORARI E PROGRAMMI DI INSEGNAMENTO PER GLI ISTITUTI TECNICI INDUSTRIALI
```
I. -- INDIRIZZO PARTICOLARE PER LE TECNOLOGIE ALIMENTARI =
```

Perito Industriale per le tecnologie alimentari.
Il Perito Industriale per le tecnologie alimentari possiede le conoscenze fondamentali di chimica, di fisica, di biologia, di tecnologia degli impianti alimentari che lo rendono idoneo alle seguenti funzioni:
a procedere ad esame analitico delle materie prime alimentari e dei prodotti derivati con specifico riferimento alle norme di legge;
ad assumere responsabilità di dirigenza esecutiva nella lavorazione di alimenti con particolare riferimento alla condotta, controllo e funzionamento degli impianti destinati alla elaborazione, trasformazione e conservazione degli alimenti dell’uomo e degli animali utili all’uomo;
a schematizzare impianti ovvero a rilevare il funzionamento degli stessi.
Egli può esercitare la professione libera nei limiti consentiti dalle disposizioni vigenti ovvero al servizio delle industrie alimentari o dei laboratori addetti agli esami degli alimenti. Può svolgere mansioni di I.T.P. negli istituti tecnici e professionali e altrettanto nei corsi per c}lavoratori.
Per il raggiungimento della preparazione necessaria all’esercizio delle attività professionali sopraindicate, il piano degli studi è stato formulato in modo da distribuire opportunamente, nel triennio, gli insegnamenti delle materie particolari dell’indirizzo, come risulta dalle pagine che seguono.
A completamento di quanto sopra, si raccomanda al docente di osservare con particolare attenzione le premesse al programma di ogni singola disciplina ed altresì il coordinamento tra discipline diverse quando è indicato.

## Materie
Corso triennale per le tecnologie alimentari.

## Materie comuni a tutti gli indirizzi
(Vedi tabella “Materia comune a tutti gli indirizzi” allegata al decreto del Presidente della Repubblica 30 settembre 1961, n. 1222)

## Materie particolari
Matematica
Fisica applicata e laboratorio
Chimica organica e degli alimenti e laboratorio
Meccanica
Elettrotecnica applicata e laboratorio
Complementi di biologia, microbiologia generale ed applicata e laboratorio
Complementi di chimica generale ed elettrochimica
Analisi chimica generale e tecnica e laboratorio
Tecnologie, impianti alimentari, laboratorio e disegno relativo
Educazione fisica
Fisica applicata e laboratorio.
In questo insegnamento saranno trattate, soprattutto, le teorie riguardanti i fenomeni termici, con relativi calcoli dei bilanci termici e misure alle apparecchiature per la produzione e utilizzazione del caldo e del freddo, con specifico riferimento al settore delle industrie alimentari.
Applicazione delle trasformazioni di stato (essiccamento, distillazione).
Trasmissione del calore -- scambiatori di calore.
Impianti frigoriferi, calcoli e bilanci termici relativi.
Cella frigorifera.
Condizionamento industriale dell’aria.
Generatori di vapore, combustibili e combustione.
Tecnologia e utilizzazione del vapore per il trattamento degli alimenti.
Misure termometriche, calorimetriche, barometriche.
Laboratorio: Le esercitazioni verteranno su misura e condotta degli impianti usati nelle industrie alimentari.
Chimica organica e degli alimenti e laboratorio.
La trattazione di questa disciplina, dopo una premessa sulle caratteristiche generali dei composti organici e sui principali gruppi funzionali, riguarderà, in particolare, i composti organici della materia vivente e dei cibi, con riferimenti ai fenomeni biochimici relativi, e ai principi nutritivi degli alimenti.
Le esercitazioni di laboratorio consisteranno in saggi propedeutici alla conoscenza dei composti organici di interesse biologico, alla ricerca degli stessi, allo studio delle loro proprietà più notevoli ed alle trasformazioni biochimiche degli stessi.
Le esercitazioni riguarderanno altresì i calcoli sul lavoro nutritivo delle sostanze alimentari, quest’ultimi dovranno essere coordinati con i complementi di biologia particolarmente per quanto si riferisce alla copertura delle esigenze alimentari umane.
III classe (ore 4).
Generalità sui composti organici.
Legami, formule di struttura, isomeria, attività ottica.
Classificazione generale dei composti.
Idrocarburi.
Alcooli, aldeidi, chetoni.
Acidi, ossiacidi, esteri, glicerine e lipidi.
Alcooli polivalenti e derivati.
Ammine, amidi, altri composti azotati di interesse biologico, amminoacidi, proteine semplici e coniugate, acidi nucleici, virus.
Glucidi solubili e polimerici.
Inquadramento dei composti della serie aromatica interessanti gli alimenti.
Laboratorio: Riconoscimento e studio qualitativo dei principi nutritivi, (glucidi, lipidi, protidi) in alcuni cibi di origine animale e vegetale.
IV classe (ore 3).
Pigmenti coloranti naturali.
Materie tanniche.
Essenze.
Composizione degli alimenti.
Aliquota adibile.
Vitamine.
Principali processi Chimici e biochimici interessanti la composizione e trasformazione degli alimenti.
Laboratorio: Studio di processi enzimatici -- dosaggio dei principi nutritivi -- calcoli dietetici: traduzione in calorie ed i principi nutritivi di preparazioni alimentari.
Meccanica.
Questo insegnamento sarà svolto in modo da dare all’allievo le basi fondamentali per la esatta conoscenza delle applicazioni professionali che saranno successivamente trattate.
III classe (ore 2).
Meccanica:
Statica: composizione e scomposizione delle forze e delle coppie nel piano e nello spazio. Equilibrio delle forze. Poligono funicolare e applicazioni.
Equilibrio dei corpi vincolati. Determinazione del baricentro.
Cenno sui sistemi articolati piani.
Cinematica: cinematica del punto e rappresentazioni grafiche relative.
Leggi del moto assoluto e relativo.
Cinematica dei sistemi rigidi. Moto di una figura nel piano.
Centro di istantanea rotazione. Curve polari. Curve cicliche.
Dinamica: leggi fondamentali. Impulso e quantità di moto. Forze di inerzia. Lavoro di una forza e di una coppia. Principio della conservazione dell’energia. Potenze. Momento di inerzia e applicazioni. Urto dei corpi.
Resistenze passive: resistenze allo strisciamento e al rotolamento.
Lubrificazione. Resistenza del mezzo.
Trasmissione del lavoro. Applicazione del principio della conservazione dell’energia alle macchine. Organi di trasmissione.
Elettrotecnica applicata e laboratorio.
Questo insegnamento, destinato a completare lo studio dei fenomeni elettrici appresi dalla fisica del biennio, avrà carattere preminentemente sperimentale e si avvarrà di tutti i mezzi tecnici strumentali per dare all’allievo la completa visione degli impianti elettrici dell’industria.
IV classe (ore 3).
Sistemi di misure.
Principali strumenti di misura di tipo industriale.
Richiami sui circuiti in corrente continua ed in corrente alternata, con resistenze, induttanze, capacità.
Trasformatori.
Generatori di corrente continua ed alternata.
Motori a corrente continua ed alternata.
Sistemi trifase.
Campo rotante Ferraris.
Relais e telecomandi.
Accumulatori, raddrizzatori.
Elementi sui circuiti elettronici.
Alimentatori e rettificatori.
Tarifficazione.
Norme per la prevenzione degli infortuni nel settore degli impianti elettrici e soccorso d’urgenza per i colpiti da corrente elettrica.
Laboratorio: Alle lezioni teoriche dovrà seguire una parte di esercitazioni pratiche da effettuarsi in laboratorio.
Complementi di biologia, microbiologia generale ed applicata e laboratorio.
Per i complementi di biologia lo studio avrà carattere di approfondimento delle precedenti conoscenze sui processi vitali acquisite nello studio delle scienze naturali, in particolare per quella parte che si riferisce alla fisiologia della nutrizione, specificatamente per i bisogni energetici costruttivi e parte attivi dell’organismo umano. In questo studio si curerà particolarmente, con quelle di chimica organica, il coordinamento delle conoscenze sulla composizione degli alimenti, la scelta degli stessi e i calcoli dietetici relativi. La parte anatomica degli animali fornitori di carni sarà contenuta nei limiti propedeutici dell’impiego e distribuzione delle carni fresche e conservate, altrettanto dicasi per le specie ittiche.
Nell’insegnamento della microbiologia, i microrganismi dovranno essere considerati fattori sia di trasformazione e alterazione degli alimenti e non dovrà essere trascurato l’aspetto igienico dei cibi dal punto di vista della trasmissione delle infezioni. La parte applicativa riguarderà i principali processi di trasformazione microbiologica degli alimenti e i trattamenti per disciplinare, frenare o inibire l’attività dei microrganismi ed enzimi. Le esercitazioni di laboratorio dovranno avere carattere propedeutico allo studio teorico e dovranno riguardare principalmente il controllo della lavorazione e dei prodotti finiti sotto l’aspetto microbiologico. Sarà opportuno un coordinamento delle esercitazioni con quelle relative alle tecnologie alimentari.
III classe (ore 3).
Complementi di biologia e microbiologia generale: Microorganismi (classificazione, attività e fattori che la influenzano, tecnica delle colture e impiego tecnologico). Tecnica dell’esame microscopico, caratteristiche morfologiche dei principali microrganismi.
IV classe (ore 3).
Microbiologia applicata: Bevande e fermentati alcoolici (industrie enologiche e derivati, industrie della birra, del lievito compresso).
Panificazione.
V classe (ore 3).
Microbiologia lattiera e prodotti caseari.
Difesa dell’alterazione microbica dei cibi. Controlli specifici di laboratorio. Biosintesi industriale interessante gli alimenti.
Complementi di chimica generale ed elettrochimica.
Questo insegnamento sarà rivolto, soprattutto, a chiarire i principi chimico-fisici che interessano la chimica analitica, le tecnologie alimentari e gli impianti relativi. Sarà data adeguata importanza alla sperimentazione pratica per l’elettrochimica applicata ed alla trattazione dei concetti generali dei metodi di misura chimico-fisici, con particolare riguardo a quelli che interessano l’indirizzo specializzato.
III classe (ore 3).
Costituzione della materia: Richiami sulla struttura della materia.
Relazione tra struttura elettronica e comportamento chimico.
Interpretazione della tabella degli elementi. Elementi radioattivi.
Natura del legame chimico e nozioni di strutturistica chimica.
Stato gassoso: Richiami sulle leggi dei gas. Teoria cinetica. Gas ideali e gas reali. Diagrammi di stato. Determinazioni di peso molecolare.
Equilibrio chimico: Velocità di reazione. Legge di azione di massa.
Sistemi omogenei. Costanti di equilibrio. Influenza della concentrazione, pressione e temperatura sugli equilibri.
Equilibrio nelle soluzioni: Gli elettroliti. Prodotto ionico dell’acqua. Solubilità e prodotto di solubilità, pH; calcoli relativi. Reazione delle soluzioni saline. Soluzioni tampone.
Indicatori. Elettroliti anfoteri. Dissociazione ionica. Costante e grado di dissociazione.
Stato liquido: Azione molecolare nei liquidi. Tensione superficiale nei liquidi. Equilibri liquido-vapore. Liquefazione del gas. Punti critici.
Soluzioni: Elettroliti e non elettroliti. Soluzioni diluite.
Colloidi. Diagrammi di stato. Pressione osmotica. Crioscopia ed ebullioscopia. Concentrazione di attività.
IV classe (ore 2).
Stato solido: Equilibri solido-liquidi. Diagrammi di stato.
Polimorfismo. Stato cristallino. I metalli. Cenni sullo studio di strutture mediante i raggi X.
Cinetica chimica: Velocità di reazione -- ordine di reazione -- catalisi omogenea ed eterogenea.
Termochimica: Legge di Hess -- Calore di reazione a volume e pressione costante.
Termodinamica chimica: Scambi fra diverse forme di energia. Fasi.
Funzioni di stato. Primo principio. Trasformazioni reversibili ed irreversibili. Calori specifici. Entalpia. Secondo principio.
Entropia ed equilibrio chimico. Calori di passaggi di stato e relazioni termodinamiche.
V classe (ore 3).
Elettrochimica: La conduzione fra gli elettroliti. Migrazione degli ioni. Numero di trasporto.
Gli elementi galvanici: Relazione tra energia chimica ed elettrica; potenziale elettrodico. Forza elettromotrice e sua misura.
L’elettrolisi e le sue leggi. Tensione di decomposizione. Separazione elettrolitica dei metalli. Fenomeni di polarizzazione. Titolazioni elettrometriche: conduttometria, potenziometria, polarografia, elettroforesi. Processi elettrotermici.
Radiochimica: Cenni di radiochimica applicata.
Analisi chimica generale e tecnica e laboratorio.
Questo insegnamento deve tendere a dare all’allievo, in III e IV classe, la perfetta conoscenza delle tecniche analitiche e strumentali maggiormente in uso, fornendogli così una solida base per le applicazioni più specializzate, trattate in V classe.
III classe (ore 6).
Fondamenti di analisi qualitativa e laboratorio -- Saggi per via secca. Reazioni caratteristiche dei principali cationi ed anioni.
Analisi sistematica dei cationi ed anioni. Riconoscimento degli anioni organici.
IV classe (ore 5).
Analisi chimica quantitativa e laboratorio: Operazioni generali e caratteristiche dell’analisi gravimetrica e volumetrica.
Determinazione gravimetrica di qualche catione ed anione fra i più importanti. Analisi volumetrica. Gli indicatori nell’analisi volumetrica. Preparazione e controllo delle soluzioni titolate.
Alcalimetria. Permanganometria. Iodometria. Argentometria.
Bromatometria. Cerimetria. Complessometria. Dosaggio volumetrico dei principali cationi ed anioni (Ca, Mg, Fe, P).
V classe (ore 6).
Analisi tecniche e laboratorio: Questo insegnamento dovrà consentire oltre l’analisi anche la ricerca delle sofisticazioni ed adulterazioni e la valutazione di tutti i più importanti prodotti alimentari. Analisi dei prodotti alimentari maggiormente in uso.
Controlli in ciclo.
Analisi strumentale: Conduttometria. Potenziometria. Polarimetria.
Rifrattometria. Colorimetria. Spettrofotometria. Analisi elettrolitiche, elettroforesi. Polarografia. Cromatografia.
Radiochimica.
Tecnologie, impianti alimentari, laboratorio e disegno relativo.
Questo insegnamento tratterà lo studio dei più importanti procedimenti tecnologici interessanti l’industria alimentare, pertanto da nozioni generali sulla tecnologia delle industrie di stabilizzazione, estrazione e trasformazione degli alimenti. Nella trattazione dei vari argomenti saranno illustrate le apparecchiature e i diagrammi di lavoro per la trasformazione delle materie prime, i chimismi e biochimismi e gli altri processi che presiedono alla trasformazione stessa, nonché le condizioni di rispondenza legale dei prodotti e di commercialità degli stessi. Saranno opportuni coordinamenti con gli insegnamenti della microbiologia nell’aspetto tecnologico e analitico.
Per un sempre costante aggiornamento dovranno essere effettuate visite a stabilimenti del settore e lo studio teorico sarà integrato da esercitazioni di laboratorio riguardanti trasformazioni anche parziali degli alimenti e controlli Chimici e microbici, con particolare riferimento alla legislazione degli alimenti.
Il candidato deve essere in grado di rappresentare schematicamente (seguendo le norme UNICHIM) gli impianti relativi alle tecnologie in programma.
Il laboratorio tecnologico comprenderà, oltre che la messa in marcia e la conduzione di parte degli impianti per la trasformazione di alimenti oltre che lo studio sperimentale di alcune fasi di cicli industriali, l’analisi delle materie prime, dei prodotti in via di trasformazione e dei prodotti finiti.
Lo studente dovrà essere avviato ai controlli strumentali, servendosi all’uopo dei conduttometri, potenziometri, polarimetri, refrattometri, colorimetri, spettrofotometri, apparecchiature per elettrolisi, per elettroforesi, polarografia, cromatografia, radiochimica.
Si raccomanda tuttavia all’insegnante della materia di dare particolare interesse, con osservazioni pratiche continue, ai saggi organolettici dalle sostanze alimentari (materie prime, sostanze in fase di trasformazione, prodotti finiti).
III classe (ore 3).
Tecnologia degli impianti alimentari.
Generalità: Complementi sulle attrezzature per operazioni fisiche (meccaniche, termiche) e chimiche interessanti l’industria chimica in generale e l’industria alimentare in particolare.
Materiali impiegati per la costruzione degli impianti Chimici, con particolare riferimento agli impianti alimentari. I processi di corrosione nei diversi materiali costituenti gli impianti: cause ed effetti. Caratteristiche e utilizzazioni differenziate degli organi di corredo agli impianti Chimici (valvole, strumenti di misurazione e controllo).
Macchinario impiegato nella frantumazione, macinazione e frazionamento dei solidi, con particolare riguardo alle macchine operatrici negli impianti alimentari; miscelatori e dosatori.
Separazione di solidi da liquidi, liquidi da liquidi, solidi e liquidi da gas.
Macchinario impiegato per il trasporto dei solidi (trasporto orizzontale, verticale, combinato). Trasporto idraulico: principi fondamentali di idrostatica ed idrodinamica. Moto di fluidi nei condotti.
Caratteristiche ed uso differenziato delle varie macchine operatrici idrauliche. Macchine pneumofore: pompe alternative, rotative, a capsulismo-compressori.
IV classe (ore 5).
Tecnologia dell’acqua e del vapore per il trattamento dei cibi.
Richiami sulla difesa degli alimenti.
Conservazione dei cibi al naturale.
Tecnologia generale dei trattamenti da caldo (pastorizzazione, sterilizzazione, ecc.).
Tecnologia generale del freddo (refrigerazione, congelazione, surgelazione).
Teoria generale della disidratazione (essiccamento termico, essiccazione col freddo).
Conservazione con additivi, prodotti Chimici, antibiotici.
Conservazione con radiazioni (cenni).
Riferimenti particolari alla conservazione di alimenti di origine animale.
Conservazione del latte alimentare.
Conservazioni delle carni e del pollame.
Conservazione delle uova.
Conservazione dei prodotti ittici.
Conservazione degli alimenti di origine vegetale:
Conservazione degli ortaggi e frutta al naturale.
Conservazione di prodotti degli ortaggi pronti a cucinare.
Conservazione ortaggi e frutta trasformati (marmellate, succhi di frutta, bevande, ecc.).
V classe (ore 10).
Tecnologia generale di trasformazione degli alimenti.
Tecnologia enologica e derivati.
Tecnologia del malto e birraria.
Tecnologia dell’alcool, acetoria, del lievito compresso.
Tecnologia dei prodotti di forno (pane, biscotti, cracker’s).
Tecnologia casearia (formaggio ed altri derivati dal latte, estrazione lattosio, acido lattico, caseina, siero essiccato).
Tecnologia dei prodotti di torrefazione.
Tecnologia della cucina (cibi precucinati, cucinati industriali, condimenti).
Tecnologia dei prodotti di estrazione e derivati.
Tecnologia sulla macinazione dei cereali, farine, sfarinati in genere, paste alimentari, mangimi.
Tecnologia delle materie grasse, olii vegetali, burro ed altri grassi animali, grassi idrogenati.
Tecnologia dello zucchero e prodotti zuccherini, mosti concentrati, miele (prodotti dolciari vari).
Cenni sulla produzione di vitamine, antibiotici e prodotti biologici, in genere, di interesse alimentare.
Valore alimentare dei cibi ed influenza dei processi tecnologici sugli stessi.
Legislazione e commercio degli alimenti.
Esempi di esercitazioni tecnologiche.
Ciclo di lavorazione (estrazione dello zucchero).
Ciclo di fermentazione di un mosto zuccherino.
Ciclo di distillazione di un liquido a circuito chiuso.
Ciclo di lavorazione di cereali e derivati (macinazione, pastificazione e panificazione).
Ciclo di lavorazione dei grassi.
Ciclo di stabilizzazione conservativa dei cibi (a caldo, a freddo).
Ciclo di acetificazione.
Studio dell’attitudine all’irrancidimento di materie grasse.
Allestimento di mosti da malti.
Ciclo di defercizzazione dei vini.
Esercitazioni di laboratorio.
Le determinazioni analitiche comprenderanno:
determinazione dell’umidità, sostanze volatili, ceneri, alcalinità; lipidi totali, glucidi solubili, amido, cellulosa greggia, protiti, varie forme di acidità, macro e micro elementi (Ca, Mg, P, Fe, Na, K).
Per le determinazioni analitiche in oggetto sarà dato particolare rilievo ai metodi ufficiali specifici.
Esempi di temi per le rappresentazioni schematiche.
Rappresentazione schematica di un impianto per la lavorazione del
latte, con l’indicazione dei sottoprodotti che si ottengono
nell’intero ciclo operativo (l’impianto può riferirsi ai processi di pastorizzazione ovvero ai processi di condensazione o polverizzazione).
Rappresentazione schematica di un impianto enologico, comprendente le varie fasi che conducono dalle uve ai vini.
Rappresentazione schematica di un impianto per l’ottenimento di alcool a 95 G.L. a partire da vini a bassa gradazione.
Rappresentazione schematica di un impianto per la lavorazione degli olii vegetali (neutralizzazione, decolorazione, deodorazione -- eventuale, parziale esterificazione o disacidificazione con mezzi fisici).
Nel mentre, il D.M. 445/91 richiede, ai fini del superamento degli esami di Stato per l’iscrizione all’Albo dei Periti Industriali, la conoscenza delle seguenti tematiche:
— Considerazioni sulla chimica dei colloidi nelle sostanze organiche per uso alimentare.
— Giudizio sulla potabilità di un’acqua per uso alimentare in funzione delle sue caratteristiche chimico - fisiche e batteriologiche.
— Nuovi processi di depurazione per eluti destinati alla alimentazione: filtrazione trasversale, ultrafiltrazione, irradiazione, sterilizzazione.
— Illustrazione dei processi di conservazione e trasformazione delle derrate alimentari di origine vegetale e animale: concentrazione, essiccamento, osmosi inversa, liofilizzazione, uso di gas inerti.
— Considerazioni sull’economia dei prodotti conservati e trasformati; impianti di insilamento e mezzi di trasporto.
— Criteri di scelta dei materiali da costruzione negli impianti destinati alla produzione di sostanze alimentari.
— Sofisticazioni, adulterazioni: agglomeranti, emulsionanti, prodotti di carica, coloranti, conservativi ammessi dalla legge per i vari prodotti alimentari.
— Igiene di lavoro e mezzi atti a prevenire processi fermentativi indesiderati nell’industria alimentare.

III ANNO
Religione o attività alternative; Lingua e lettere italiane; Storia; Complementi tecnici di lingua straniera; Matematica; Chimica; Fisica; Disegno tecnico; Meccanica; Educazione fisica.
IV ANNO
Religione o attività alternative; Lingua e lettere italiane; Storia; Matematica; Fisica applicata e laboratorio; Meccanica; Chimica applicata e laboratorio; Elettrotecnica; Microbiologia industriale e laboratorio; Tecnologie, impianti e disegno; Educazione fisica.
V ANNO
Religione o attività alternative; Lingua e lettere italiane; Storia; Fisica applicata e laboratorio; Meccanica; Analisi tecniche e laboratorio; Tecnologie, impianti alimentari, laboratorio e disegno relativo; Educazione fisica.